# Papilio chikae
Papilio chikae лат. (возможное русское название — павлиний парусник) — дневная бабочка из семейства Парусники, эндемик Филиппин. Размах крыльев 11—12 см.
Открыт в 1965 году на горе Сент-Томас в южной Кордильерной центральной части Лусона, на севере Филиппинских островов. С тех пор он был найден в ряде локаций в горах около Багио и Бонтока. Это горный вид, встречающийся на высотах свыше выше 1500 м над уровнем моря, в западной горной зоне, являющийся реликтом ледниковый периода континентального происхождения. Два поколения за год. Время лёта длится с февраля по ноябрь, с перерывом с ноября по январь.

## Подвиды
- Papilio chikae hermeli (Nuyda, 1992)

## Замечания по охране
Внесен в перечень чешуекрылых экспорт, реэкспорт и импорт которых регулируется в соответствии с Конвенцией о международной торговле видами дикой фауны и флоры, находящимися под угрозой исчезновения (СИТЕС).